# Eopsaltria australis
La petroica amarilla (Eopsaltria australis) es una especie de ave paseriforme de la familia Petroicidae endémica del este de Australia.

## Subespecies
- Eopsaltria australis austina
- Eopsaltria australis australis
- Eopsaltria australis chrysorrhos
- Eopsaltria australis coomooboolaroo

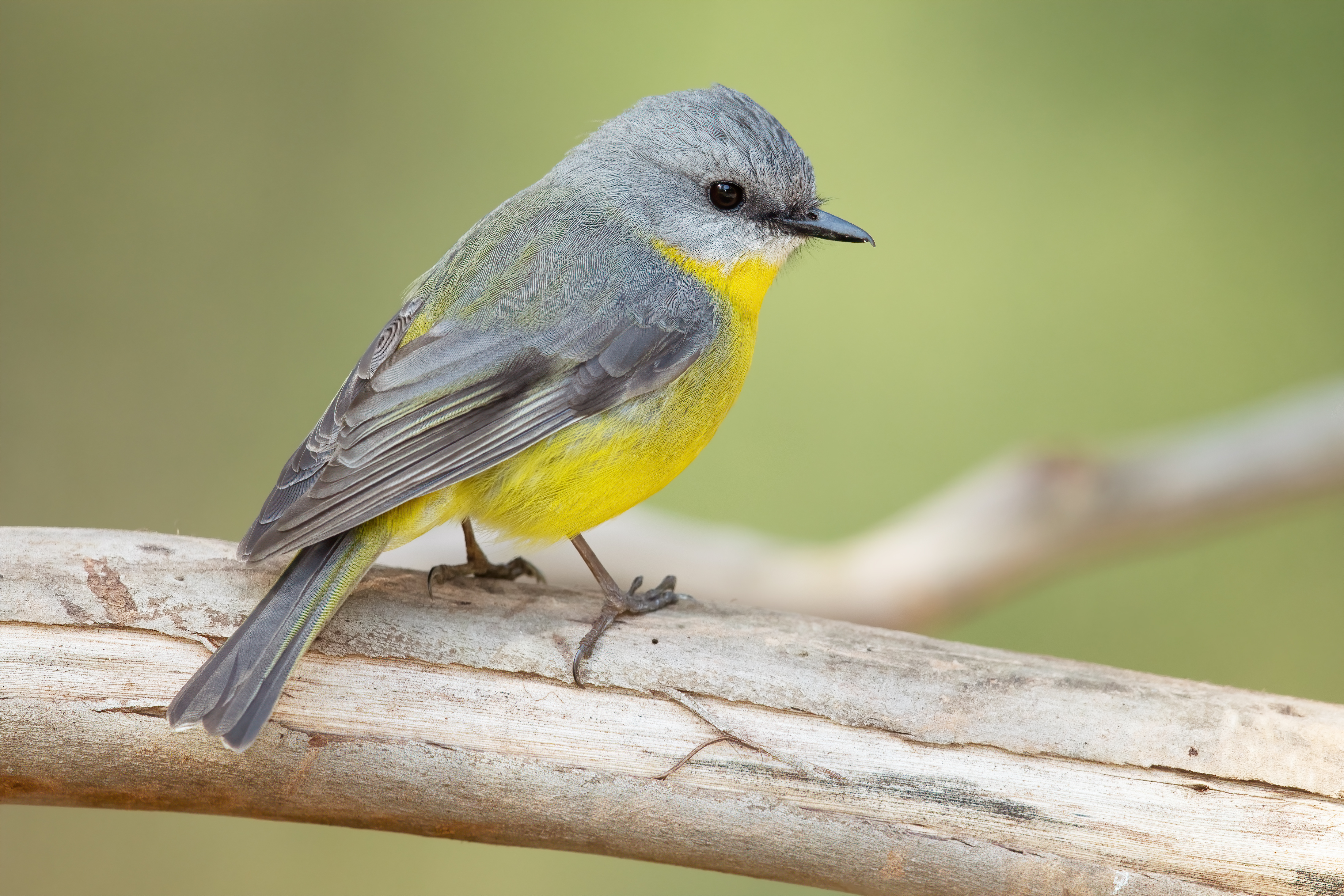
Eopsaltria australis en Mogo Campground, Nueva Gales del Sur, Australia (2019)

- Eopsaltria australis magnirostris
- Eopsaltria australis viridior